# Flavio Briatore
Flavio Briatore (născut 12 aprilie 1950) este un om de afaceri italian, fost manager al echipei de Formula 1 Renault F1.